# Gruppo comando supremo
Il Gruppo comando supremo era un gruppo di volo del Servizio Aeronautico del Regio Esercito, attivo nella prima guerra mondiale.

## Storia
Formato il 1º novembre 1915 da 1ª Squadriglia, 2ª Squadriglia, 3ª Squadriglia e 4ª Squadriglia da offesa a Pordenone per il Comando supremo militare italiano.
Il comando è stato dato al comandante del Battaglione squadriglie aviatori, tenente colonnello Alfredo Barbieri.
Successivamente si aggiungono la 6ª Squadriglia e 7ª Squadriglia da offesa.
Il 18 febbraio 1916 muore Barbieri nell'attacco a Lubiana, colpito sulla Selva di Tarnova su un Caproni Ca.32 della 1ª Squadriglia da un Fokker A.III pilotato dall'Asso dell'aviazione Hauptmann Heinrich Kostrba (8 vittorie), viene sostituito dal maggiore Lelio Gaviglio.
Nell'aprile 1916 il Gruppo comando diventa IV Gruppo.